# (471155) 2010 GF65
(471155) 2010 GF65 est un objet transneptunien / centaure dont le diamètre est estimé à 192 kilomètres. 